# Aspro (moneta)
L'aspro (dal greco ἄσπρος, dal latino asper e quindi al turco āqcèh, "moneta ruvida") era una moneta d'argento bizantina e successivamente anche avente corso nell'Impero ottomano. L'aspro era la più piccola moneta turca d'argento, che poi per la carenza di metallo prezioso divenne moneta di rame (diventando la più piccola delle monete di rame negli ultimi due secoli dell'Impero), per ridursi a tal punto da indurre a fine Cinquecento gli ottomani a utilizzare lo zecchino veneziano.
Fu imitata e falsificata dagli stati in relazioni commerciali con l'Impero ottomano, dall'Ordine di San Giovanni a Rodi tra XV e XVI secolo, da Genova nella sua colonia di Caffa (Feodosia) sul Mar Nero (chiamati cafiati e anche baricati), che produsse nel 1677 una moneta di 9 aspri con buon quantitativo di argento scoperta da Vittorio Emanuele III, e da Venezia che ordinò, nel 1481, degli aspri a Tana, alla foce del Don, suo possedimento nel Mar d'Azov.